# Julia (Rok 1984)
Julia – postać fikcyjna, jedna z głównych bohaterek powieści George’a Orwella Rok 1984.
Julia jest młodą, atrakcyjną kobietą o ciemnych włosach, wyróżniającą się urodą wśród członkiń partii. Pracuje w sekcji Departamentu Literatury Pornoseku w Ministerstwie Prawdy, zajmując się modyfikacją treści dzieł literackich. Ale Julia nie jest pisarką. Jest mechanikiem. Na bieżąco naprawia maszynę, która pisze tanie, pornograficzne opowiadania adresowane dla Proli. Prywatnie określa je jako straszne śmiecie. Działa również w Młodzieżowej Lidze Antyseksualnej, pełni funkcję sekretarza okręgowego w Lidze Młodych, w przeszłości była kapitanem drużyny hokeja. Przedstawiono ją jako osobę sprytną, inteligentną i praktyczną, dobrze radzącą sobie w trudnej rzeczywistości wiecznego niedoboru dóbr.
Książka opisuje związek Julii z głównym bohaterem powieści, Smithem. Po raz pierwszy spotykają się podczas Dwóch Minut Nienawiści, kiedy to dostrzega ona odmienne od partyjnych towarzyszy spojrzenie Smitha, pozbawionego zwyczajnej tępoty. Początkowo wzbudzając w nim nienawiść, udaje jej się w końcu sprytnie nawiązać ze Smithem bliższą znajomość, która przeradza się w miłość. Jednakże w świecie przedstawionym przez Orwella pożądanie seksualne i związane z nim zachowania seksualne podlegają penalizacji jako zdrada. Oboje zostają aresztowani i poddani torturom. Pod koniec powieści autor przedstawia Julię jako starą, zniszczoną kobietę, wręcz karykaturę spragnionej przyjemności osoby, którą wcześniej była. Dzięki temu Orwell pokazuje, że totalitarna władza potrafi zniszczyć nawet osoby odważne i odporne.